# Acrosathe erberi
Acrosathe erberi is een vliegensoort uit de familie van de viltvliegen (Therevidae). De wetenschappelijke naam van de soort werd voor het eerst geldig gepubliceerd in 1986 door Lyneborg.